# Ato de Organização dos Municípios Rurais
o Ato de Organização dos Municípios Rurais da Estônia é o ato que define a organização do poder nos municípios rurais estonianos, como os conselhos legislativos e a ligação entre os camponeses e o governador da região. O ato foi expedido em 1866.